# Namatutwe
Namatutwe ist ein Verwaltungsbezirk (englisch Ward) des Distrikts Masasi in der tansanischen Region Mtwara.

## Geografie
Namatutwe liegt im Südosten von Tansania etwa 35 Kilometer Luftlinie westlich der Distrikthauptstadt Masasi. Das Klima im Bezirk ist ein feuchtes, tropisches Savannenklima, Aw nach der effektiven Klimaklassifikation. Der Bezirk grenzt im Norden an Mtua, im Osten an Chiwale und Mlingula, im Südosten an Namajani und im Süden und im Westen an Msikisi. Bei der Volkszählung 2022 lebten 15.120 Menschen in 4704 Haushalten auf einer Fläche von 336 Quadratkilometern.

## Gliederung
Der Bezirk besteht aus drei Gemeinden (Mtaa) mit 21 Orten (Kitongoji):
| Chingulungulu - Machinga - Sokoine - Bwawani - Pachani - Amani | Mkwapa - Samora - Mandela - Nyerere - Mkapa - Mwinyi | Namatutwe - Maleta - Kibaoni - Chipunda - Chemchem - Mwangaza - Tulieni - Pangani - Chikunja - Kilimanihewa - Mbuyuni - Mtoni |

## Wirtschaft und Infrastruktur
- Landwirtschaft: Rund 85 Prozent der Bezirksfläche werden landwirtschaftlich genutzt. Zur Eigenversorgung werden vorwiegend Maniok und Mais angebaut, für den Verkauf auch Sesam, Cashewnüsse und Erbsen. In der Saison 2019/2020 wurden 505 Tonnen Cashewnüsse und 721 Tonnen Sesam geerntet.[9]
- Bildung: Die Namatutwe Secondary School ist eine staatliche weiterführende Tagesschule, die Jugendliche bis zur 4. Stufe ausbildet.[10]